# Gamora
Gamora Zen Whoberi Ben Titan (/ ɡəˈmɔːrə /) es una superheroína que aparece en los cómics estadounidenses publicados por Marvel Comics. Creada por el escritor yartista Jim Starlin, apareció por primera vez en Strange Tales #180 (junio de 1975). Gamora es la hija adoptiva de Thanos, y la última de su especie. Es miembro del grupo conocido como Guardia del Infinito. El personaje jugó un papel en el evento «Annihilation: Conquest» de 2007 y se convirtió en miembro del equipo Guardianes de la Galaxia, antes pasar a ser una supervillana llamada Requiem en los eventos de crossover de 2018 «Infinity Countdown» y «Wars».
Gamora ha aparecido en una variedad de productos de Marvel asociados. Zoe Saldaña interpreta al personaje en el Universo Cinematográfico de Marvel, aparece en las películas Guardianes de la Galaxia (2014), Guardianes de la Galaxia vol. 2 (2017), Avengers: Infinity War (2018), Avengers: Endgame (2019) y Guardianes de la Galaxia vol. 3 (2023). Ariana Greenblatt interpreta a una joven Gamora en Avengers: Infinity War.

## Historial de publicación
El personaje debutó en Strange Tales # 180 (1975), y fue creado por Jim Starlin. Ella regresó en el número 181, Warlock vol. 1 # 9, 10, 11 y 15 (1975-1976), y en las publicaciones anuales de 1977 para Avengers y Marvel Two-in-One. En 1990, ella regresó en Silver Surfer vol. 3 # 46-47. Tuvo un papel secundario en Infinity Gauntlet # 1-6 (1991) y coprotagonizó en Warlock and the Infinity Watch # 1-42 (1992-1995). También participó en los crossovers Infinity War (1992) e Infinity Crusade (1993). Después de aparecer en Infinity Abyss # 1-6 (2002), Annihilation: Ronan # 1-4 (2006), Annihilation # 1-6 (2006) y Nova vol. 4 # 4-12 (2007-2008), Gamora actuó en Guardians of the Galaxy vol. 2 # 1-25 (2008-2010). Ella jugó un papel menor en The Thanos Imperative # 1-6 (2010).
El personaje, junto con los otros Guardianes, aparece en los números de Avengers Assemble # 4-8 (2012). Ella protagoniza Guardianes de la galaxia vol. 3, una parte de Marvel NOW! relanzamiento, y en Guardians of the Galaxy vol. 4. Parte de su historia original se contó en una serie de 2017 titulada Gamora que duró cinco números y se recopiló en la novela gráfica Gamora: Memento Mori (2017).

## Biografía
Gamora es la última de su especie, los Zen Whoberi, quienes fueron exterminados por los Badoon (en su línea temporal original, su especie fue exterminada por la Iglesia Universal de la Verdad). Thanos encontró a la niña y decidió utilizarla como un arma. Gamora fue criada y entrenada por Thanos para asesinar a Magus, una malvada versión alterna de Adam Warlock. Thanos mostró su poca humanidad en su infancia, pero Gamora fue muy leal al hombre que le prometió la oportunidad de vengar la muerte de su familia. Gamora pronto dominó las artes marciales, ganándose el apodo de "la mujer más letal en toda la galaxia". Cuando ella era una adolescente, Thanos la llevó en un viaje. Gamora desobedeció las órdenes de Thanos, y debido a esto entró en conflicto con unos maleantes. Ella fue superada enormemente en número, y a pesar de sus habilidades fue derrotada y luego violada por uno de los agresores. Thanos la encontró medio muerta, y a su vez asesinó a todos los agresores y le devolvió la salud, mejorando cibernéticamente sus habilidades a niveles sobrehumanos.
De adulta, Gamora fue enviada como una asesina contra la Iglesia Universal de la Verdad, siendo rápidamente temida por sus agentes, los Caballeros Negros. Ella se vengó por el genocidio de su raza, asesinando a todos los miembros de la Iglesia involucrados antes de que realmente ocurriera el acontecimiento. Gamora conoció y se unió a Adam Warlock, quien quería detener a su vieja versión. Ella incluso consiguió estar cerca de Magus, pero finalmente falló en asesinarlo. Junto con Warlock, Pip el Trol y Thanos, Gamora luchó para escapar de los Caballeros Negros de la Iglesia Universal de la Verdad y el Escuadrón de la Muerte de Magus. Más tarde fue asignada por Thanos para proteger a Adam Warlock, pero ella comenzó a sospechar de los planes de Thanos, para después ser atacada por Drax el Destructor.
Finalmente, Magus fue derrotado, pero Thanos se reveló a sí mismo como una amenaza mucho mayor. Gamora ayudó al Capitán Mar-Vell, Drax, y a los Vengadores contra Thanos. Ella y Pip trataron de impedir que Thanos destruyera toda la vida en el universo. Gamora intentó matar a Thanos, pero él la hirió mortalmente, y destruyó la mente de Pip. Adam Warlock los encontró, y Gamora le advirtió a Adam de los planes de Thanos. A continuación, Warlock absorbió su alma dentro de la Gema del Alma. Cuando Adam Warlock también murió, su espíritu se reunió con el de sus amigos en el "Mundo de Almas", dentro de la Gema.

### Guardia del Infinito
Dentro de la Gema se encontraba el "Mundo de Almas", un lugar donde Gamora, Pip y finalmente Adam Warlock vivían en paz. Otros seres que habían sido absorbidos por la Gema del Alma, como Kray-Tor y Autolycus, también vivían en paz con sus antiguos enemigos.
Gamora también conoció a Silver Surfer cuando él viajó al "Mundo de Almas", y también luchó contra Drax el Destructor.
Cuando Thanos logró obtener todas las Gemas del Infinito, formando el Guantelete del Infinito, Adam Warlock decidió que debía ser detenido. Warlock regresó a Gamora y a Pip el Trol al mundo real. Sus almas se apoderaron de los cuerpos de tres humanos, quienes habían muerto recientemente en un accidente automovilístico. Así, Gamora regresó al mundo corporal, tomando posesión del cuerpo de Bambi Long, cuyo cuerpo comenzó a transformarse en un duplicado del cuerpo original de Gamora. Sin embargo, Gamora pronto fue borrada de la existencia por Thanos, cuando este borró la mitad de la población en el universo. Cuando Nébula tomó posesión del Guantelete, Gamora regresó a la existencia.
Warlock ahora poseía el Guantelete del Infinito, dándole una cercana omnipotencia. Gamora y Pip convencieron al Doctor Strange para ayudarlos a encontrar y detener a Warlock, quien se estaba volviendo loco con el poder. El Tribunal Viviente intervino, y Warlock dividió las Gemas del Infinito entre varios guardianes, conocidos como la Guardia del Infinito. Gamora recibió la Gema del Tiempo, pero fue incapaz de utilizarla conscientemente, aunque si le dio sueños premonitorios esparódicos y visiones. Gamora tenía un interés amoroso en Warlock, pero Adam nunca le respondió. En una discusión sobre el miembro de la Guardia del Infinito, Maxam, Gamora abandonó al equipo y a la Gema del Tiempo. Ella volvió a trabajar como mercenaria, hasta que Adam Warlock una vez más la encontró. Ellos continuaron a viajar juntos y finalmente Adam correspondió a su amor. Adam y Gamora permanecieron en otra dimensión para criar al ser cósmico conocido como Atleza.

### Annihilation
Gamora aparece más tarde en las páginas de Ronan, después de dejar la compañía de Adam Warlock y establecerse en el mundo Godthab Omega como la líder de un grupo de mujeres guerreras, conocidas como las Gracias, donde su mente ha sido alterada por Glorian. Ella tiene la intención de restablecer su reputación como la mujer más mortal en el universo, y ahora maneja una poderosa espada conocida como Godslayer. En un momento, ella es vista recostada en un "trono" hecho de cadáveres. Gamora se une a la Frente Unida, utilizando sus habilidades para lanzar rápidos contraataques contra la Ola de Aniquilación. Ella se involucra en una relación sexual con el líder de la Frente Unida, Nova.
Cuando los Phalanx invaden el mundo Kree, Gamora es asimilada como una "selecta" de la mente de la colmena Phalanx. Ellos la envían, junto con Drax el Destructor, para aprehender a Nova, quien había huido del planeta. Ella más tarde es liberada por Nova y el Technarch Tyro, pero dejada en graves dificultades, deseando una vez más el sentido de compañerismo interpuesto por los Phalanx, y seguir adoptando sus gestos.
Ella se une a los nuevos Guardianes de la Galaxia.
Gamora fue hecha prisionera por Magus cuando este fingió su propia muerte y la de otros Guardianes. Ella fue rescatada por Star-Lord y jugó un pequeño papel en la guerra con el "Cancerverso".
Ella aparece más tarde en la Tierra para ayudar a los Vengadores contra Thanos.
Durante la historia de Original Sin, Gamora fue visto con el grupo del Caballero Luna y Soldado del Invierno cuando investigan quién asesinó a Uatu El Vigilante.

### Conteo del Infinito
Más tarde, Gamora fue confrontada en sus sueños por una versión anciana de sí misma que resultó ser una parte de ella que había quedado atrapada en la Piedra del Alma después de que ella dejó su paraíso interno. Esto le dio a Gamora una motivación para recuperar la gema del Alma a cualquier costo. Cuando los Guardianes de la Galaxia encontraron la gema de poder, Gamora le suplica a Star-Lord que le permita usar la Piedra para poder obtener la Piedra del Alma y recuperar la parte de su alma atrapada en ella. Quill se niega y Gamora lo deja con un beso de despedida.

### Infinity Wars
Con las seis Piedras Infinitas ahora contadas, el Doctor Strange convoca una reunión del nuevo Reloj Infinito - los poseedores de las piedras, mientras el Thanos simultáneo hace planes para volver a montar su Guante del Infinito, sin embargo se le acerca el misterioso Réquiem que rápidamente mata a Thanos, destruye su guantelete y ordena al Chitauri leal a Thanos que muera. Mientras están en la Tierra, la mayoría de los poseedores de las piedras coinciden en que las Gemas Infinitas deberían ser sacados del planeta, Turk Barrett, que posee la Piedra de la Mente y la usaron para establecerse con una pequeña empresa criminal en Manhattan, sin embargo no es dispuesto a entregarlo Esto lleva al descubrimiento de que Star-Lord está en posesión de una Piedra de Poder falsa -algo que ni siquiera Peter Quill conocía- y señala la llegada de Requiem, empuñando la verdadera Piedra de Poder en la empuñadura de su espada. Se desata una pelea entre los titulares de las Gemas y Réquiem, con Rocket logrando disparar justo en la cara del nuevo villano, destruyendo su máscara y revelando que ella es en realidad Gamora, la mujer más mortal del universo. Luego se reveló que cuando se le negó a Gamora el uso de la Gema Poder, ella cambió la verdadera Gema Poder por la falsa. Desde allí, Gamora secuestró y mató a un enano Nidavellierian después de que él construyó su armadura y espada de Requiem que luego usó para matar a Thanos antes de llegar a la Tierra e intervino el cónclave. Con su identidad revelada, ella exige las piedras, pero cuando Quill se niega y trata de calmarla, ella se calma pero mientras todos dormiten en la noche ella se roba todas las gemas del infinito y chasquea para conseguir la inmortalidad primero y luego para ser invencible y superpoderosa.

## Poderes y habilidades
Gamora recibió tratamientos de Thanos que aumentaron su velocidad, fuerza, agilidad y resistencia para igualar sus habilidades a las de Adam Warlock (mejor dicho, para asesinar a Magus, su versión malvada del futuro). Thanos también la ayudó a convertirse en una formidable combatiente cuerpo a cuerpo, entrenada en las artes marciales de diferentes planetas, en el uso de las armas conocidas en la Vía Láctea, y en las técnicas de sigilo. Ella también es una gimnasta y asesina experta, y poseía anteriormente un enlace telepático con Thanos. Ella utiliza una amplia variedad de armamento, sobre todo unas dagas cuyas propiedades desconocidas son capaces de matar a seres incluso de tal poder divinos como Thanos y Magus. En las páginas de Infinity Watch, se reveló que Gamora había sido mejorada cibernéticamente para tener fuerza, velocidad y capacidad de curación sobrehumanas. La fuerza y velocidad de Gamora fueron mejoradas aún más por Adam Warlock cuando regresaron del "Mundo de Almas". Gamora es una de las artistas marciales más calificadas del Universo Marvel. Ella es capaz de derrotar a oponentes que poseen fuerza y durabilidad sobrehumanas y superiores a las suyas, además de que también ha derrotado a un pelotón militar que contenía docenas de hombres entrenados en el combate, en pocos minutos. Gamora ha aprendido a paralizar o matar a oponentes con ataques dirigidos en los puntos vitales hacia ciertos grupos de neuronas. Aunques es experta en el uso de la mayoría de las armas convencionales, ella prefiere el uso de cuchillos y espadas. Cuando Gamora era parte de la Guardia del Infinito, ella poseyó la Gema del Tiempo. La Gema estaba vinculada mentalmente a ella, dándole el poder de controlar el tiempo. Ella dijo que no sabía cómo emplear sus poderes, y prefirió no utilizarla. Mientras poseía la Gema del Tiempo, Gamora fue propensa a sueños premonitorios y visiones, aunque no tenía ningún control consciente sobre ellos.

## En otros medios

### Televisión
- Gamora apareció en los episodios de la serie animada Silver Surfer, "Learning Curve: Part Two", "Antibody", y "Radical Justice", con la voz de Mary Long, y posteriormente con la de Alison Sealy-Smith.
- Gamora apareció en el episodio de la serie animada Ultimate Spider-Man de la segunda temporada, con la voz de Nika Futterman.[35] En el episodio "Guardianes de la Galaxia", es vista como una miembro de los Guardianes de la Galaxia. También sale en la tercera temporada, en el episodio "El Regreso de los Guardianes de la Galaxia", Gamora fue visto en la recuperación de los Guardianes de la Galaxia en la nave espacial cuando aterrizan en la Tierra en el momento en que Titus lleva los Chitauri en la orientación del casco de Nova. Cuando se recupere a tiempo para ayudar a luchar contra las fuerzas de Titus, ella expresó su desdén que tenían que aterrizar en la Tierra. Después que Titus fue derrotado y los Chitauri restantes escapan, Nick Fury tuvo pesar de que Gamora apareció en la Tierra de nuevo cuando ella dijo que no volviera. Gamora declaró "Mentí" y luego a la izquierda con los Guardianes de la Galaxia con Titus llevándolo en su custodia.
- Aparece también en la primera temporada de Avengers Assemble, inicialmente reproducida por Nika Futterman (en "Guardianes y Caballeros del Espacio").[35] También sale en la segunda temporada, interpretada por Laura Bailey ("Widow Escapa" y "Thanos Victorioso").[35]
- Aparece también en la primera temporada de Hulk and the Agents of S.M.A.S.H., donde Nika Futterman retoma su papel,[36] en el episodio, "Un Golpe Maravilloso". También sale en la segunda temporada, en el episodio, "Guardianes de la Galaxia" y "Planeta Monstruo, parte 2".
- Gamora aparece en la nueva serie de Guardianes de la Galaxia, con la voz de Vanessa Marshall.[37]
- Gamora aparece en Lego Marvel Super Heroes - Guardianes de la Galaxia: La amenaza de Thanos, expresada nuevamente por Vanessa Marshall.[38]

### Cine
- Gamora hace un cameo sin habla en la película animada Planet Hulk. Ella fue vista como una espectadora en la arena de Sakaar.

### Marvel Cinematic Universe
- Zoe Saldaña interpreta a Gamora en las películas de Marvel Cinematic Universe:
  - En la película de Marvel Studios Guardianes de la Galaxia, la cual fue estrenada el 1 de agosto de 2014. Después de que su familia fue asesinada por Thanos cuando era una niña, Gamora fue torturada, adoptada por Thanos y criada como una asesina, sólo para rebelarse contra él cuando se enteró de su acuerdo con Ronan el Acusador para destruir el planeta Xandar a cambio de que el Kree le diera un orbe. Tratando de reclamar el orbe para vendérselo al Coleccionista para poder alejarse lo más que pueda de su padre adoptivo, Gamora se alía con los otros Guardianes para escapar de prisión. Sin embargo, después de que Ronan reclama el orbe, que pronto se revela que contiene una Gema del Infinito, Gamora decide luchar junto a los Guardianes para recuperarlo y detener a Ronan a pesar de las probabilidades contra ellos, declarando que, tras vivir entre enemigos por años, ella estaría contenta de morir al lado de amigos. Después de salvar a Xandar, Gamora fue absuelta de sus crímenes anteriores.
  - En el 2017, Saldaña repitió su papel en la secuela, Guardianes de la Galaxia vol. 2.[39] En un viaje con el padre de Peter Quill, Ego y su asistente empática, Mantis, quién confirmó que Quill está enamorado de Gamora, pero declara Gamora de sus esfuerzos iniciales de Peter para hablar de sus sentimientos. Sin embargo, después de un enfrentamiento con las fuerzas de Nebula, Gamora hace frente a sus propios sentimientos contradictorios acerca de su relación con su hermana, seguido de Peter a punto de morir en la batalla contra Ego, Gamora le da un toque tentativo que se mueve alternativamente sus sentimientos, incluso si ella no está interesada en una relación.
  - Apareció en la tercera entrega de Avengers: Infinity War (2018) con todos los guardianes.[40] Se revela que Gamora y Peter finalmente se convirtieron en una pareja formal. Sin embargo, cuando se revela que Thanos está detrás de las Gemas del Infinito, Gamora hace que Peter prometa matarla debido a que tiene información valiosa para el malvado Titan. Gamora es luego secuestrada por Thanos cuando se revela que conoce la ubicación de la gema del alma, pero no antes de que tanto Peter como Gamora se declaren su amor mutuo. Gamora al principio niega el conocimiento sobre la ubicación de la Gema del Alma, pero se ve obligada a revelar su paradero para salvar la vida de Nebula. Gamora lleva a Thanos a la ubicación y poco después es asesinada en un sacrificio para que él adquiera la gema del alma en el planeta Vormir. Después de ser golpeado por el Stormbreaker de Thor, Thanos tiene una visión de la forma infantil de Gamora. Una versión más joven de Gamora es interpretada por Ariana Greenblatt en Infinity War.[41]
  - Apareció en la película Ralph Breaks the Internet (2018) de Walt Disney Animation Studios, como una usuaria con disfraz de Gamora, en una escena donde Vanellope Von Schweetz huye de los guardias Stormtroopers de Star Wars, luego de ser una ventana emergente del protagonista, Ralph el demoledor.
  - Saldaña repite su papel en Avengers: Endgame (2019).[40] En este tiempo, una versión del año 2014 de Gamora aún aliada con Thanos viaja hasta el presente del 2023 desde el año 2014 y finalmente, la versión actual de Nebula la convence de traicionar al Thanos de 2014, para luchar junto a los Vengadores. Ella y la Nebula del 2023 confrontan a la Nebula del 2014, quién tenía el Guantelete del Infinito en su poder. Cuando intentan convencerla de unirse a ellas, la Nebula del 2014 trata de dispararle a la Gamora de 2014, sin embargo la Nebula del 2023 la mata. Luego de que se desatara la batalla contra el ejército del Thanos de 2014, durante el transcurso de la batalla, la Gamora de 2014 se encuentra con Peter Quill, quién cree que es la Gamora que él conocía y cuando intenta tocarla, Gamora lo golpea en la entrepierna dos veces. Luego de la llegada de Capitana Marvel, la Gamora de 2014 se une a ella, junto con Bruja Escarlata, Okoye, Pepper Potts, Hope van Dyne, Shuri, Mantis, Valquiria y la Nebula de 2023 para transportar el Guantelete hacia el túnel del reino cuántico. Durante la batalla, ella mata a un Gorila Chitauri de un cuchillazo y se dirige en dirección para enfrentarse a su hermana adoptiva, Proxima Midnight. Cuando los Vengadores derrotan exitosamente al Thanos de 2014 usando el Guantelete contra él, la versión de 2014 de Gamora escapa de la escena sin dejar rastro. Mientras los Guardianes de la Galaxia se preparan para abandonar la Tierra, se muestra que Star-Lord intenta encontrar a la Gamora de 2014.
  - La variante de Gamora del 2014 aparece en Guardianes de la Galaxia vol. 3 (2023). Ella se unió a los Devastadores y accede a ayudar a los Guardianes a salvar a un Rocket herido encontrando una manera de desactivar un interruptor de apagado interno, ella ayuda a regañadientes a los Guardianes a infiltrarse en la Orgosfera del Alto Evolucionador para recuperar el archivo de Rocket. Apenas escapando de Orgosfera, el equipo luego visita a Contra-Tierra en contra del consejo de Gamora, quien enojada los rescata después de llamar no solo a los Guardianes, en su conjunto para ellos constantemente inventando planes separados porque les da la gana, pero Quill por su necesidad, para hacerla como la Gamora que una vez conoció. La emperatriz Soberana, Ayesha, y su creación superpoderosa Adam, interceptan una comunicación de Gamora a través de un Devastador que Adam mató durante un interrogatorio y siguen sus coordenadas hasta Contra-Tierra. Mientras los otros Guardianes terminan en la nave del Alto Evolucionador, Gamora se queda con Rocket, pero es atacada por un guerrero cerdo enviado por el Alto Evolucionador, quien, ella misma, lo mata cuando Adam llega buscando a Rocket. Gamora domina a Warlock y lanza la nave de los Guardianes. Quill y Groot derrotan con éxito a los hombres del Alto Evolucionador y capturan al científico orgoniano Theel, saltan con él y recuperan su memoria antes de que Gamora los encuentre. Después de una batalla contra el Alto Evolucionador siendo derrotado, Gamora regresa con los Devastadores.

### Videojuegos
- Gamora aparece en Lego Marvel Super Heroes, expresada por Danielle Nicolet.
- Gamora es un personaje jugable en el juego de Facebook Marvel: Avengers Alliance.
- Gamora es un personaje jugable en Marvel Strike Force.
- Gamora se puede jugar en el videojuego Disney Infinity: Marvel Super Heroes y Disney Infinity 3.0, con la voz de Nika Futterman.
- Gamora es un personaje desbloqueable y jugable en el juego para móviles Marvel Contest of Champions, junto con otros miembros de los Guardianes de la Galaxia.
- Gamora es un personaje jugable en Marvel Future Fight.
- Gamora aparece en Guardians of the Galaxy: The Telltale Series, con la voz de Emily O'Brien.[42]
- Hay dos versiones jugables de Gamora disponibles para reclutar en el juego móvil de tres combinaciones Marvel Puzzle Quest. La variante más reciente, en la categoría de cuatro estrellas del juego, se agregó al juego en mayo de 2017.[43]
- Gamora es una de los nuevos peleadores introducidos en el crossover Marvel Vs. Capcom: Infinite[44] con Vanessa Marshall repitiendo su papel.[45]
- Gamora aparece como un personaje jugable en Marvel Powers United VR, con Vanessa Marshall repitiendo su papel.[35]
- Gamora es un personaje jugable en Marvel Ultimate Alliance 3: The Black Order.
- Gamora aparece en Marvel's Guardians of the Galaxy, con la voz de Kimberly-Sue Murray.[46]